# René van de Werve
René Philippe Auguste Marie Joseph van de Werve, ook Van de Werve de Vorsselaer, (Antwerpen, 17 april 1850 - Vorselaar, 23 januari 1911) was een Belgisch ondernemer en politicus voor de Katholieke Partij.

## Levensloop
De familie Van de Werve ontving een eerste erkenning in de adelstand in 1597. Hij was een zoon van Philippe van de Werve, burgemeester van Vorselaar, en van Léocadie Geelhand (1817-1866). Hij trouwde in 1875 met Louise Bosschaert (1855-1918) en ze kregen twee dochters. 
Philippe-Marie van de Werve verkreeg in 1877 adelserkenning met de op de oudste mannelijke nazaat overdraagbare titel van graaf. Zijn vader, Louis-Paul van de Werve (1791-1850), had in 1816 adelserkenning ontvangen, maar had die geweigerd. Na de dood van zijn vader erfde René-Philippe de titel. 
Beroepshalve uitbater van landbouwbedrijven, was hij van 1886 tot aan zijn dood gemeenteraadslid van Vorselaar.
Hij werd tweemaal verkozen tot  senator. Van 1892 tot 1900 voor het arrondissement Turnhout en van 1903 tot 1908 voor het kiesarrondissement Mechelen-Turnhout.